# Rin Hashisako
Pour les articles homonymes, voir Hashisako.
Rin Hashisako (橋迫鈴, Hashisako Rin, née le 6 octobre 2005 à Aichi, au Japon) est une chanteuse et idole japonaise du Hello! Project, membre depuis le 3 juillet 2019 du groupe de J-pop Angerme.

## Biographie
Rin Hashisako est électionnée le 17 août 2016 pour rejoindre le Hello! Pro Kenshūsei avec Ayano Kawamura, Reina Yokoyama, Marie Yoshida, Shiori Nishida et Yuhane Yamazaki.
Le 3 juillet 2019, dans l'épisode #296 du Hello! Project Station, il est annoncé qu'elle rejoint les Angerme, comme membre de la 8e génération.

## Groupes
Au sein du Hello! Project
- Hello! Pro Kenshūsei (2016-2019)
- Angerme (2019-)

## Discographie

### Avec Angerme
Singles
- 20 novembre 2019 : Watashi wo Tsukuru no wa Watashi / Zenzen Okiagarenai SUNDAY
- 26 août 2020 : Kagiriaru Moment / Mirror Mirror
- 12 juin 2021 : Hakkiri Shiyou ze / Oyogenai Mermaid / Aisare Route A or B?
- 11 mai 2022 : Ai・Mashou / Hade ni Yacchai na! / Aisubeki Beki Human Life
- 19 octobre 2022 : Kuyashii wa / Piece of Peace ~Shiawase no Puzzle~
- 14 juin 2023 : Ai no Kedamono / Dousousei
- 13 décembre 2023 : RED LINE / Life is Beautiful!
- 12 juin 2024 : Bibitaru Ichigeki / Uwasa no Narushii / THANK YOU, HELLO GOOD BYE
- 13 novembre 2024 : Hatsukoi, Hanabie / Yuuyuu Kankan gonna be alright!!

Albums
- 22 mars 2023 : BIG LOVE

## Autres
Comédies musicales et théâtres
- 2019 : Harukanaru Toki no Naka de 6 Gaiden ~Tasogare no Kamen~